# Smokin' Aces
Smokin' Aces, amerikansk actionfilm från 2007.
Filmen Smokin' Aces är skriven och regisserad av Joe Carnahan. Den utspelar sig i Lake Tahoe, USA, och spelades främst in vid MontBleu Resort Casino & Spa (kallat "Nomad Casion" i filmen). Filmen är Carnahans tredje långfilm - han har tidigare gjort Blood, Guts, Bullets and Octane och Narc. Huvudrollerna innehas av Ryan Reynolds och Jeremy Piven - Piven spelar en trollkarl från Las Vegas, numer maffiainformatör, och Reynolds har rollen som FBI-agenten som ska beskydda honom. Det är den första långfilm som sångerskan Alicia Keys och rapparen Common medverkar. En uppföljare till filmen har meddelats ska släppas direkt till DVD.

## Rollista (i urval)
- Ryan Reynolds - Agent Richard Messner
- Jeremy Piven - Buddy "Aces" Israel
- Martin Henderson - Hollis Elmore
- Ben Affleck - Jack Dupree
- Andy García - Assistant Director Stanley Locke
- Alicia Keys - Georgia Sykes
- Ray Liotta - Agent Donald Carruthers
- Peter Berg - "Pistol" Pete Deeks
- Common - Sir Ivy
- Taraji P. Henson - Sharice Watters
- Chris Pine - Darwin Tremor
- Kevin Durand - Jeeves Tremor
- Maury Sterling - Lester Tremor
- Tommy Flanagan - Lazlo Soot
- Joseph Ruskin - Primo Sparazza
- Nestor Carbonell - Pasqual Acosta
- Jason Bateman - Rip Reed
- David Proval - Victor "Baby Buzz" Padiche
- Matthew Fox - Bill
- Curtis Armstrong - Morris Mecklen
- Wayne Newton - Sig själv